# Николай Николаевич Старший
Великий князь Никола́й Никола́евич Ста́рший (27 июля (8 августа) 1831, Царское село — 13 (25) апреля 1891, Алупка) — третий сын императора Николая I и Александры Фёдоровны; генерал-фельдмаршал (16 апреля 1878). Первый владелец Николаевского дворца в Петербурге. Последний в истории кавалер ордена Святого Георгия 1-го класса. В семье имел прозвище «дядя Низи». Супруг Великой княгини Александры Петровны (прославлена в лике святых УПЦ МП 24.11.2009 г.).
Его последний законнорождённый потомок по мужской линии умер в 2016 году.

## Биография
Родился 27 июля (8 августа) 1831 года. Образование получил согласно требованиям военной карьеры. В отличие от брата Константина, Николая изначально готовили к армейской службе. Воспитателем великого князя был генерал А. И. Философов. В возрасте 8 лет был зачислен в 1-й Кадетский корпус.
Воспитание Николая велось в весьма жёстких условиях. Это сформировало в нём такие черты, как настойчивость, исполнительность, дисциплинированность. Военная стезя явно увлекла его, особенно же он интересовался инженерным делом.
Николай Николаевич всю жизнь посвятил военной карьере, прошёл путь от звания капитана до генерал-фельдмаршала русской армии. С самого рождения великий князь был записан в лейб-гвардии Сапёрный батальон.
27 июля 1831 года стал шефом лейб-гвардии Уланского полка, которым оставался до своей смерти.
В 1843 и 1844 годах вместе со своими братьями Константином и Михаилом проходил практику на люгере «Ораниенбаум», выходя в Финский залив.
Военную службу начал в 1851 году в лейб-гвардии Конном полку. В 1852 году, в чине генерал-майора, великий князь был назначен генерал-инспектором по инженерной части (фактически — с 1856 года), а также командиром бригады в 1-й лёгкой гвардейской кавалерийской дивизии. В дальнейшем вся военная деятельность Николая Николаевича была связана с переустройством вооружённых сил Российской Империи, особенно в области инженерного дела и кавалерийской службы (он состоял генерал-инспектором кавалерии с 1856 и по инженерной части с 1864 года).
С началом Крымской войны в 1854 году был послан Николаем I вместе с его братом Михаилом в действующую армию. 23 октября прибыл под Севастополь, накануне Инкерманского сражения, в котором принял участие. За отличие в этом сражении получил орден Святого Георгия 4-й степени. С января 1855 года руководил всеми инженерными работами, укреплениями и батареями на северной стороне Севастополя на участке от Константиновской батареи до Мекензиевых гор.
По окончании Крымской войны, привязавшись к полуострову, приобрёл для проживания приморское поместье Гаспра. С 1855 года состоял членом Государственного совета, с 1857 года командовал 2-й гвардейской кавалерийской дивизией; с 1859 года — командир Гвардейского резервного кавалерийского корпуса; в 1861—1864 годах — командир Отдельного Гвардейского корпуса.
С 10 августа 1864 года — первый командующий, а с 30 августа 1867 года — главнокомандующий войсками Гвардии и Петербургского военного округа. Одновременно за ним сохранились должности генерал-инспектора кавалерии и генерал-инспектора по инженерной части.
В октябре 1872 посетил Святую Землю. Особенностью этого паломничества было то, что он совершил его верхом, проскакав сотни километров от Бейрута до Дамаска, затем из Дамаска через Галилею, Назарет, Фавор, долину Иордана, Иерихон и, наконец, до Иерусалима и Яффы. В Иерусалиме Великий князь присутствовал при освящении 28 октября 1872 года Троицкого собора Русской Духовной Миссии.
После проведения частичной мобилизации русский армии в ноябре 1876 года назначен Главнокомандующим действующей (Дунайской) армией. Несколько месяцев находился с Главной квартирой действующей армии в Кишинёве. Командовал армией во время русско-турецкой войны 1877—1878 годов на Балканах. В июне 1877 года находился на рекогносцировке у Зимницы, в июле переправился через Дунай у Зимницы на Систово. В сентябре 1877 года участвовал в рекогносцировке укреплений Плевны и руководил её последним штурмом 28 ноября 1877 года. Подписал 19 января 1878 года от России в Андрианополе предварительные условия мира и заключил перемирие.
После этого Николай Николаевич получил от Александра II указания, сводившиеся к тому, чтобы ввести войска в Константинополь лишь в случае просьбы его жителей. Эта телеграмма связала действия Николая Николаевича, считавшего, что, только заняв Константинополь и Галлипольский полуостров Россия может диктовать условия мира Османской империи и противодействовать поддерживавшей её Великобритании.
Получив 9 февраля 1878 года телеграфное повеление Александра II ускорить занятие ближайших к Константинополю предместий, Николай Николаевич предупредил османских уполномоченных, что намерен занять западный пригород Константинополя Сан-Стефано, куда действительно и прибыл 12 февраля в сопровождении одной роты и одного эскадрона. Здесь 19 февраля, наконец, был подписан прелиминарный мирный договор.
27 марта Николай Николаевич телеграммой попросил Александра II о замене его другим лицом на посту главнокомандующего по состоянию здоровья. 2 апреля он получил телеграмму с извещением об увольнении его от командования армией. 16 апреля 1878 года он был пожалован чином генерал-фельдмаршала.
Николай Николаевич не был талантливым полководцем и должность главнокомандующего действующей армией, по мнению современников, явно превышала его силы. Но, следует заметить, что его сильно стесняло присутствие в армии императора Александра II со всем высшим военным руководством и Свитой Его Императорского Величества, открыто вмешивавшихся в руководство военными действиями. Эту ненормальную картину подробно осветил тогдашний военный министр Дмитрий Алексеевич Милютин в своём дневнике. При этом ещё перед войной Николай Николаевич обращался к императору с просьбой не приезжать в армию самому и не назначать на высшие должности великих князей; первоначально Александр II с ним согласился, оставив за собой право посещать армию «для награждений и поднятия духа войск», но очень скоро стал находиться в ней постоянно; также получили назначения в войска и все великие князья.
- Унтер-офицер (1846);
- Подпоручик гвардии (02.07.1846);
- Поручик гвардии (13.10.1847);
- Капитан гвардии (30.08.1848);
- Флигель-адъютант (23.04.1850);
- Полковник (23.10.1850);
- Генерал-майор Свиты (26.11.1852);
- Генерал-адъютант (25.01.1856);
- Генерал-лейтенант (26.08.1856);
- Инженер-генерал (30.08.1860);
- Генерал-фельдмаршал (16.04.1878).

Ввиду расстройства здоровья и обострения личных отношений с братом императором Александром II 17 августа 1880 года был по собственной просьбе освобожден от должности главнокомандующего войсками Гвардии и Петербургского военного округа. После отставки находился в продолжительном заграничном отпуске. После возвращения в Россию военная деятельность Николая Николаевича стала номинальной: участие в ряде военных комиссий и комитетов, выполнение представительских функций шефа ряда полков, участие в военных манёврах в качестве посредника и т. д. До конца жизни за ним сохранилась только должность генерал-инспектора кавалерии.
С 1880 года тяжело болел: у него была обнаружена злокачественная опухоль десны, вероятно, давшая метастазы в головной мозг и повлиявшая на психическое здоровье князя. И ранее склонный к эксцентричному поведению, Николай Николаевич вёл расточительный образ жизни и был вынужден заложить Николаевский дворец. Новый император Александр III обвинил дядю в растрате государственных средств и в 1882 году наложил арест на его имущество.
Его болезнь обострилась после смерти его возлюбленной в 1889 году. Великий князь испытывал сексуальное влечение ко всем окружающим женщинам; после ряда инцидентов стало очевидно, что он не в состоянии контролировать собственное поведение. Последние годы находился под домашним наблюдением и не появлялся на публике. Ухаживал за ним его адъютант Афиноген Алексеевич Орлов, сын князя Алексея Фёдоровича Орлова.
Умер 13 (25) апреля 1891 года в Алупке, откуда его тело было перевезено для захоронения в столичный Петропавловский собор. Александр III написал своему сыну Николаю:

Еле успели мы похоронить бедную тётю Ольгу, как опять новая кончина бедного дяди Низи в Алупке, но эта смерть скорее была желательна; в таком страшно печальном положении находился он всё последнее время, почти в полном идиотизме. И для всех окружающих его это была чистая каторга и тяжёлое испытание. Я всё ещё не могу забыть, в каком грустном состоянии мы его оставили при прощании в августе в Ровно, а потом оно шло всё хуже и хуже, и в Алупке он уже не жил, а прозябал.

### Результаты греческого плебисцита
В 1862 году, после свержения в Греции в результате восстания правящего короля Оттона I (из рода Виттельсбахов), греки провели в конце года плебисцит по выбору нового монарха. Бюллетеней с кандидатами не было, поэтому любой подданный Греции мог предложить свою кандидатуру или вид правления в стране. Результаты были обнародованы в феврале 1863 года.
Среди тех, кого вписали греки, был и Николай Николаевич, он занял четвёртое место и набрал менее 1 процента голосов. Правда следует признать, что представители российского, британского и французского царствующих домов не могли занимать греческий трон согласно Лондонской конференции 1832 года.

## Семья и потомство
В юности, судя по дневниковым записям, был влюблен в Марию Анну Прусскую, но брак не состоялся по причине близкого родства.
Был увлечен старшей дочерью Пушкина Марией Александровной. 
В 1856 году в Петербурге женился на Александре Фридерике Вильгельмине, старшей дочери герцога Ольденбургского Константина Фридриха Петра (в православии Александра Петровна).
В браке были заинтересованы обе семьи, Ольденбургские хотели породниться с новым поколением Романовых, а последние, посредством этого брака, надеялись благотворно повлиять на великого князя Николая Николаевича. А.Ф. Тютчева так описывает это событие в своем дневнике: «Государь и государыня в восторге от этой свадьбы,<…> так как принцесса Александра, кроткое симпатичное существо, должна оказать хорошее влияние на князя. Надо надеяться, что в своем почетном положении мужа великий князь образумится. Это ему совершенно необходимо, так как он провел свою жизнь в далеко не блещущем умственными интересами обществе фрейлин своей матери».
У супругов родилось двое детей :
1. Николай (6 (18) ноября 1856 — 5 января 1929)
2. Пётр (10 (22) января 1864 — 17 июня 1931)

Вначале брак складывался удачно, но с годами все больше стала сказываться разность характеров и интересов.
Александра Петровна посвящала много времени благотворительности, светская жизнь её практически не интересовала, вела она себя сдержано, а одевалась скромно, что вызывало недоумение, а иногда и откровенное осуждение её мужа и окружения. Николай Николаевич, напротив, любил светскую жизнь, женщин и балет, что впоследствии привело к его сильному увлечению молодой балериной Екатериной Числовой.
Так князь Дмитрий Александрович Оболенский писал: "Великий князь Николай Николаевич назначен главнокомандующим: на этого великого князя, не знаю почему, я возлагаю великие надежды. Он, говорят, хороший кавалерийский генерал, и его солдаты любят. Ума он большого не имеет, но прост, без претензий, и хотя слаб по женской части и этим много себе повредил, но смотрит молодцом. О стратегических его способностях, разумеется, судить нельзя, но ежели Богу угодно будет благословить наше дело, то он даст способности и не имеющему оных, и ежели сам великий князь не заслужил милостей от Бога, то зато жена его – великая княгиня Александра Петровна – уже, несомненно, на хорошем счету у Него… Эта женщина – необыкновенное явление. Здесь над нею  в высшем обществе смеются, и она подает к этому повод, ибо относится ко всем светским и придворным приличиям с открытым презрением. Она является среди двора какою-то юродивою или блаженною. И она действительно такова, и это в ней неподдельно. При этом она не просто юродивая, а русская юродивая, со всеми инстинктами, вкусами и симпатиями самой простой русской женщины. Но сколько она делает добра и как она это делает – про то знают только ею облагодетельствованные."
После рождения второго сына Петра, брак князя окончательно разлаживается, а разность взглядов супругов еще больше усиливается.
Как писал граф Сергей Дмитриевич Шереметев «Великий князь был человек добрейшей души, благородных стремлений, но слабого характера. Он был достоин лучшей участи, он был достоин большего к нему внимания, большей заботливости, большей сердечной теплоты, но всего этого не могла дать ему Александра Петровна. С ним она была резка и насмешлива. Отталкивала его резко, холодно непозволительно.»
С конца 1860-х годов Николай Николаевич открыто сожительствовал с молодой балериной из труппы императорского Мариинского театра Екатериной Числовой, впав в полную от неё зависимость. Для удобства князь снял ей квартиру выходящую окнами на их с супругой дворец. Когда Числова хотела встречи с князем, она ставила на подоконник две зажжённые свечи. В 1868 году Екатерина родила князю первого ребенка, а потом одного за другим еще четверых детей. Балерина требовала от князя дворянский титул и гарантий безбедного существования для себя и своих детей, и впоследствии захотела стать полноправной хозяйкой Николаевского дворца, где проживал князь с семьей.
После многих лет супружества, брак с Александрой Петровной фактически распался. Кроме того в 1879 году Александра Петровна попала в аварию, её экипаж внезапно опрокинулся. Спасло княгиню только то, что она выпала из экипажа на ходу. После аварии она на долгие годы стала инвалидом, у неё отнялись все конечности, кроме левой руки.
Сначала Император Александр II был возмущен тем, что у его брата есть вторая семья при законной первой жене, он выслал Екатерину Числову в Венден без права возврата. С ссылкой любовницы Николай Николаевич смириться не мог. В это же время он, изгнал законную жену, публично обвинив её в неверности со своим духовником — настоятелем домовой церкви Николаевского дворца протоиереем Василием Лебедевым.
По совету  любовницы князь вручил своей жене список подаренных им за все годы супружества драгоценностей с требованием вернуть каждую из них, а после фиксировал даты возврата в своей копии списка.
Император Александр II не желая далее разбираться в семейной драме, стал на сторону великого князя, взяв, однако, все расходы по содержанию изгнанной невестки на свой счёт. В Петербург Александра Петровна больше не вернулась, проживала заграницей, а после в Киеве. Она окончила свои дни в основанном ею киевском Покровском монастыре, где после смерти мужа (брак с которым так и не был официально расторгнут) приняла монашеский  постриг с именем Анастасия.
24 ноября 2009 года Священный Синод Украинской Православной Церкви Московского Патриархата причислил инокиню Анастасию (Великую княгиню Александру Петровну Романову) к лику местночтимых святых.

### Вне брака
После разрыва с законной женой Николай Николаевич создал фактическую семью с балериной театра в Красном Селе Екатериной Гавриловной Числовой (1846—1889). Последняя родила пятерых детей, которым вместе с матерью в 1883 году были высочайше пожалованы фамилия Николаевы и права дворянства:
1. Ольга (1868—1950), жена князя Михаила Михайловича Кантакузина (1858—1927), генерал-лейтенанта.
2. Владимир (1873—1942), после революции жил в Париже, имел пятерых детей от четырёх браков, чьи потомки живут во Франции, Канаде и Финляндии. Из них только дочь Галина (1897—1971) осталась в советской России — с мужем, полковником Александром Николаевичем Готовским, который был расстрелян в 1937 году. У супругов было три сына Ростислав (1922—1991), Сергей (1924—1946), Георгий (1927—1932); потомки старшего из них живут в Москве.
3. Екатерина (1874—1940), после революции жила в Белграде, состояла в браках с Николаем Корево и Иваном Персиани.
4. Николай (1875—1902), имел двух дочерей в браке с Ольгой Дмитриевной Заботкиной (1871—1925), которая, овдовев, стала женой его брата Владимира.
5. Галина (1877—1878).

В письме императору Александру III от 14 мая 1884 года обер-прокурор Константин Петрович Победоносцев докладывал о настоятельных просьбах великого князя разрешить «дворянке Николаевой» (а также о её собственных ходатайствах пред Санкт-Петербургским митрополитом) иметь домовую церковь ввиду того, что «она не может бывать в приходских церквах»; мнение Победоносцева в отношении ходатайств было скептическим.

## Почётные звания и награды
Почётный член:
- Николаевской Академии генерального штаба
- Императорской Академии наук
- Императорского Русского Географического Общества
- Михайловской артиллерийской академии
- Медико-хирургической академии
- Петербургского университета
- Пармской академии наук

- орден Святого апостола Андрея Первозванного (22.08.1831);
- орден Святого Александра Невского (22.08.1831);
- орден Святой Анны 1-й степени (22.08.1831);
- орден Белого орла (22.08.1831);
- орден Святого Георгия 4-й степени за мужество и доблесть в Инкерманском сражении (07.11.1854);
- орден Святого Владимира 1-й степени (01.01.1863);
- орден Святого Станислава 1-й степени (11.06.1865);
- золотая сабля с надписью «За храбрость», украшенная алмазами, за переход через Балканы (1878);
- орден Святого Георгия 2-й степени за переправу армии через Дунай у Систова (15.07.1877);
- орден Святого Георгия 1-й степени за взятие Плевны и пленение Османа-паши вместе с его армией (29.11.1877);
- знак отличия за XL лет беспорочной службы (22.08.1887);
- золотая медаль «За труды по освобождению крестьян»;
- серебряная медаль «За защиту Севастополя»;
- медаль «За покорение Чечни и Дагестана» в 1857—1858 гг.;
- бронзовая медаль «В память войны 1853—1856»;
- светло-бронзовая медаль «В память русско-турецкой войны 1877—1878»;
- медаль «В память коронации императора Александра III»;
- крест «За службу на Кавказе» (1864);
- знак Красного Креста.

Иностранные:
- прусский орден Чёрного орла (05.1838);
- прусский орден Красного орла (05.1838);
- вюртембергский орден Вюртембергской короны (01.07.1846);
- нидерландский орден Нидерландского льва (30.08.1849);
- австро-венгерский орден Святого Стефана, большой крест (17.02.1851);
- саксонский орден Рутовой короны (27.02.1852);
- баварский орден Святого Губерта (19.03.1852);
- неаполитанский орден Святого Фердинанда и Заслуг (02.05.1852);
- пармский Константиновский орден Святого Георгия 1-й степени (10.05.1852);
- гессен-дармштадтский орден Людвига (28.05.1852);
- баденский орден Верности (29.05.1852);
- баденский орден Церингенского льва (29.05.1852);
- саксен-веймарский орден Белого сокола (07.06.1852);
- ольденбургский орден Заслуг герцога Петра-Фридриха-Людвига (1852);
- бельгийский орден Леопольда I (1857)[19]
- французский орден Почётного легиона (05.1860);
- греческий орден Спасителя 1-й степени (1867);
- датский орден Слона (01.09.1868);
- черногорский орден Князя Даниила I 1-й степени (28.12.1868);
- мекленбург-шверинский орден Вендской короны (30.08.1869);
- прусский орден Pour le Mérite (27.11.1871);
- прусский орден Дома Гогенцоллернов с золотой цепью (30.08.1872);
- орден Святого Гроба Господнего Иерусалимского (28.10.1872);
- турецкий орден Османие 1-й степени, украшенный бриллиантами (26.11.1872);
- портрет персидского шаха с бриллиантами (20.05.1873);
- саксен-альтенбургский орден Саксен-Эрнестинского дома 1-й степени (20.12.1873);
- итальянский орден Аннунциады (1875);
- шведский орден Серафимов (19.07.1875);
- румынский орден Звезды Румынии 5-й и 1-й степеней (09.1877);
- прусский орден Pour le Mérite с дубовыми листьями (27.12.1877);
- сербский орден Таковского креста 1-й степени (07.03.1878);
- вюртембергский орден «За военные заслуги», большой крест (1878);
- австрийский крест за 25-летнюю службу (1876);
- германский крест за 25-летнюю службу (1875);
- мекленбургский крест «За военные заслуги»[нем.] 2-й степени (06.1877);
- мекленбургский крест «За военные заслуги» 1-й степени (11.1877);
- прусская медаль в память коронования короля Вильгельма I;
- румынская медаль «За военные заслуги»[англ.] 2-й степени;
- сербская медаль «За храбрость»;
- черногорская медаль Милоша Обилича[серб.] (15.06.1877);
- черногорская медаль «За храбрость» (15.06.1877).

## Памятники
- Бронзовая конная статуя великого князя на высоком художественном постаменте была торжественно открыта 12 января 1914 года на Манежной площади в Петрограде. Конная фигура была отлита по модели итальянского скульптора Пьетро Каноники. Памятник был демонтирован в 1918 году.
- Памятник-бюст великому князю в настоящее время находится в болгарском городе Плевен, рядом с домом-музеем Царя-Освободителя Александра II[20].